# Monowice

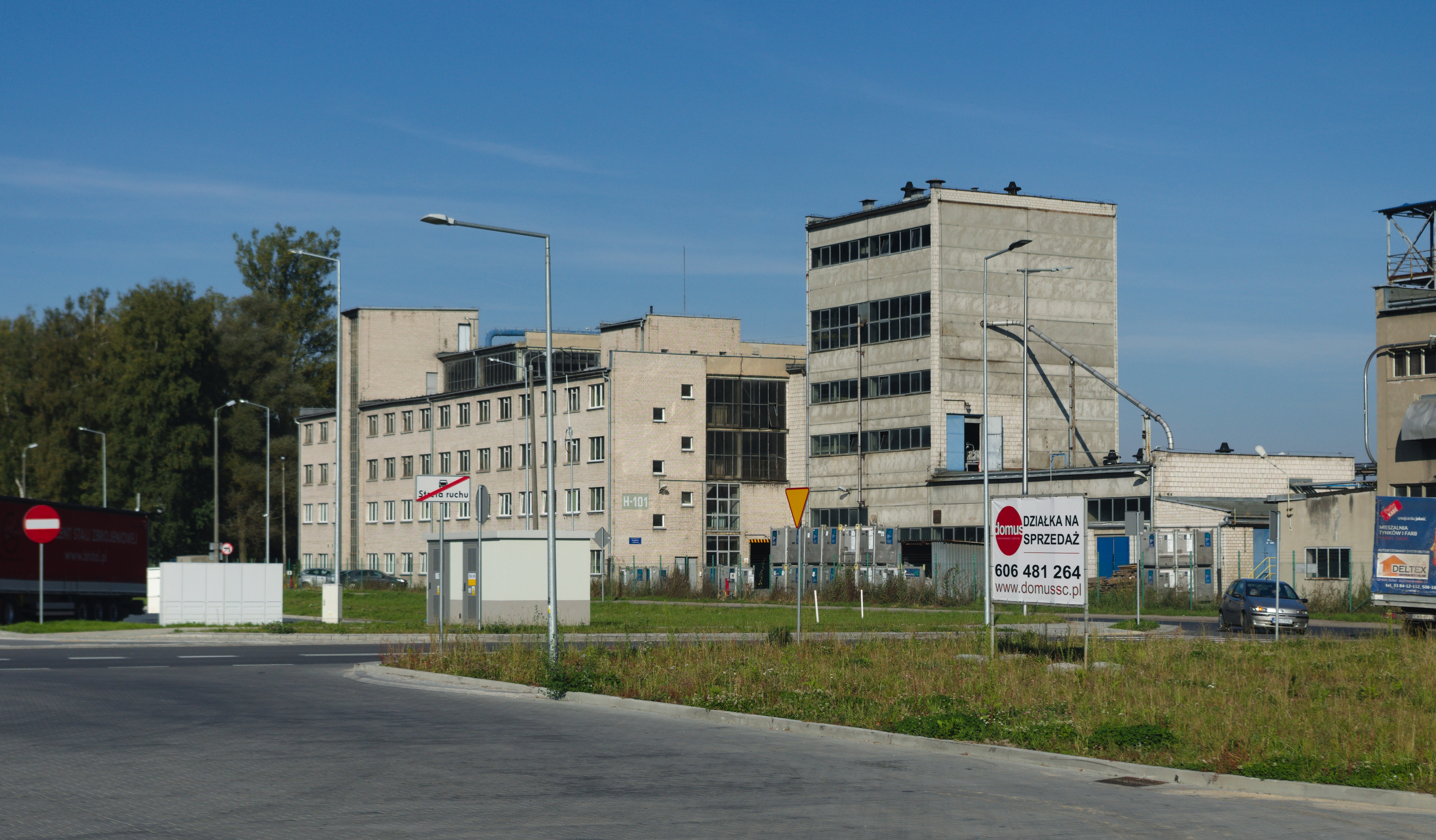
Budynek H-101 spółki Synthos przy ul. Unii Europejskiej (2021)

Monowice – osiedle we wschodniej części Oświęcimia . Dawniej samodzielna wieś leżąca 5 kilometrów na wschód od Oświęcimia,

## Nazwa
Miejscowość ma metrykę średniowieczną i istnieje co najmniej od XV wieku. Wymieniona w 1428 w dokumencie zapisanym w języku łacińskim jako Monowicz, 1444 Moniowicze, 1448 Monowyczy, 1450 Manouicze, 1470-80 Monyowicze, 1473 Manovicze, 1501, 1503, 1508 Manowicze, 1504 Monovicze, 1544 Manowycze .

## Historia
Wieś po raz pierwszy wymieniona w 1416 kiedy to książę Kazimierz I oświęcimski zezwolił Jakubowi Drozdowi z Przeciszowa na wykarczowanie kąta w zaroślach należących do księcia i leżących na pograniczu Włosienicy oraz manowskiej części Monowic. Teren ten został wyznaczony przez starostę oświęcimskiego Mikołaja Sadowskiego w obecności burgrabiego Jana Sycza oraz sędziego ziemskiego Henczela sołtysa z Piotrowic. Jakub został wyznaczony na wieczystego dzierżawcą tego miejsca i zobowiązany został z tego tytułu do opłaty 9. skudów czynszu na rzecz księcia .
Miejscowość była wzmiankowana w historycznych dokumentach własnościowych i podatkowych. W 1417 Kazimierz książę oświęcimski i strzelecki sprzedał za 18 grzywien Wawrzkowi i Bogumiłowi z Monowic prawo do użytkowania łąki pod Włosienicą, zobowiązując ich jednocześnie do obowiązku płacenia czynszu w wysokości pół grzywny rocznie na swoją rzecz . W dokumencie sprzedaży księstwa oświęcimskiego Koronie Polskiej przez Jana IV oświęcimskiego wystawionym 21 lutego 1457 miejscowość wymieniona została jako Monowicze. Nazwę miejscowości w zlatynizowanej staropolskiej formie Monyowicze wymienia w latach 1470–1480 Jan Długosz w księdze Liber beneficiorum dioecesis Cracoviensis i notuje ją jako własność króla polskiego.
Po rozbiorach Polski wieś znalazła się w zaborze austriackim. Miejscowość jako Monowice ze Stawami, wieś leżącą w powiecie bialskim przy gościńcu z Zatora do Oświęcimia, wymienia XIX wieczny Słownik geograficzny Królestwa Polskiego. Znajdowała się ona wówczas w odległości 5,3 km od miasta Oświęcim i składała się z dwóch odrębnych części: właściwych Monowic oraz mniejszej o nazwie Stawy z wchodzącym w ich skład folwarkiem Karlhof, które leżały nad małym dopływem Wisły ze wschodniej strony wsi. Vollst. Ortsverzeichnis z 1881 podaje, że w obu osadach mieszkało w sumie 1162 mieszkańców. W 1885 miejscowość należała do fundacji Hallerów i była dożywotnio użytkowana przez hrabinę Teresę Borkowską. Pierwsza posiadłość liczyła 343 mórg roli, 393 mórg łąk i ogrodów, 42 pastwisk, a druga 713 mórg roli, 107 mórg łąk i ogrodów, 182 pastwisk oraz 14 lasu.
Do 1932 roku stanowiły gminę jednostkową w powiecie oświęcimskim, a po jego zniesieniu w powiecie bialskim (1932–34), w województwie krakowskim. W 1931 roku liczyły 1112 mieszkańców. 15 września 1934 utworzyły gromadę Monowice, jedną z 13 gromad nowo powstałej (1 sierpnia 1934) zbiorowej gminy Oświęcim.
W czasie wojny w Monowicach znajdował się obóz pracy przymusowej w fabryce Buna-Werke koncernu IG Farben, Auschwitz III – Monowitz (Monowice).
W związku z reformą administracyjną kraju jesienią 1954, gromadę Monowice (większą część) włączono do Oświęcimia.